# Episodi di Death Valley Days (sesta stagione)
La sesta stagione della serie televisiva Death Valley Days è stata trasmessa in anteprima negli Stati Uniti d'America in syndication tra il 30 settembre 1957 e il 12 aprile 1958.
| nº | Titolo originale                 | Titolo italiano | Prima TV USA      | Prima TV Italia |
| -- | -------------------------------- | --------------- | ----------------- | --------------- |
| 1  | California Gold Rush in Reverse  |                 | 30 settembre 1957 |                 |
| 2  | Camel Train                      |                 | 1º ottobre 1957   |                 |
| 3  | California's First Schoolmarm    |                 | 12 ottobre 1957   |                 |
| 4  | Arsenic Springs                  |                 | 14 ottobre 1957   |                 |
| 5  | Fifty Years a Mystery            |                 | 30 ottobre 1957   |                 |
| 6  | Fifteen Paces to Fame            |                 | 7 novembre 1957   |                 |
| 7  | The Calico Dog                   |                 | 29 novembre 1957  |                 |
| 8  | Rough and Ready                  |                 | 7 dicembre 1957   |                 |
| 9  | The Last Bad Man                 |                 | 9 dicembre 1957   |                 |
| 10 | The Greatest Scout of All        |                 | 2 gennaio 1958    |                 |
| 11 | Empire of Youth                  |                 | 13 gennaio 1958   |                 |
| 12 | Wheel of Fortune                 |                 | 23 gennaio 1958   |                 |
| 13 | Man on the Run                   |                 | 30 gennaio 1958   |                 |
| 14 | Birth of a Boom                  |                 | 31 gennaio 1958   |                 |
| 15 | Yankee Pirate                    |                 | 13 febbraio 1958  |                 |
| 16 | Ten in Texas                     |                 | 14 febbraio 1958  |                 |
| 17 | Auto Intoxication                |                 | 28 febbraio 1958  |                 |
| 18 | Two-Gun Nan                      |                 | 27 febbraio 1958  |                 |
| 19 | Cockeyed Charlie Parkhurst       |                 | 13 marzo 1958     |                 |
| 20 | The Great Amulet                 |                 | 14 marzo 1958     |                 |
| 21 | The Telescope Eye                |                 | 21 marzo 1958     |                 |
| 22 | The Mystery of Suicide Gulch     |                 | 28 marzo 1958     |                 |
| 23 | The Big Rendezvous               |                 | 5 aprile 1958     |                 |
| 24 | The Girl Who Walked with a Giant |                 | 12 aprile 1958    |                 |
| 25 | Jerkline Jitters                 |                 | 4 gennaio 1958    |                 |